# Liste der Bodendenkmäler in Schneckenlohe
Auf dieser Seite sind die Bodendenkmäler in der oberfränkischen Gemeinde Schneckenlohe zusammengestellt. Diese Tabelle ist eine Teilliste der Liste der Bodendenkmäler in Bayern. Grundlage ist die Bayerische Denkmalliste, die auf Basis des Bayerischen Denkmalschutzgesetzes vom 1. Oktober 1973 erstmals erstellt wurde und seither durch das Bayerische Landesamt für Denkmalpflege geführt wird. Die folgenden Angaben ersetzen nicht die rechtsverbindliche Auskunft der Denkmalschutzbehörde.

## Bodendenkmäler der Gemeinde Schneckenlohe

### Bodendenkmäler in der Gemarkung Beikheim
| Lage                | Objekt | Akten-Nr.     | Bild |
| ------------------- | --- | ------------- | ---- |
| Beikheim (Standort) | Freilandstation vermutlich des Jung- und Spätpaläolithikums und des Mesolithikums sowie Siedlung vermutlich der Metallzeiten. | D-4-5733-0022 |      |
| Beikheim (Standort) | Freilandstation des Mesolithikums.                                                                                            | D-4-5733-0087 |      |

### Bodendenkmäler in der Gemarkung Mödlitz
| Lage               | Objekt | Akten-Nr.     | Bild |
| ------------------ | --- | ------------- | ---- |
| Mödlitz (Standort) | Freilandstation des Spätpaläolithikums und des Mesolithikums sowie Siedlung des Jung- bis Endneolithikums. | D-4-5733-0045 |      |
| Mödlitz (Standort) | Siedlung des Neolithikums.                                                                                 | D-4-5733-0046 |      |
| Mödlitz (Standort) | Siedlung vorgeschichtlicher Zeitstellung.                                                                  | D-4-5733-0088 |      |